# Оптично покритие
Оптично покритие е един или няколко последователни тънки слоя от материали със специално подбрани свойства, нанесени върху повърхността на оптични компоненти като лещи, огледала и др. с цел промяна на начина, по който те пропускат или отразяват светлината.

## Технология на нанасяне
Получаването на тънки слоеве става с различни методи, като сред най-често използваните са:
- химическо или плазмено-химическо отлагане на материала от газова фаза
- процеси на отлагане във вакуум
  - термично изпарение на материал (чрез резистивно или електронно-лъчево нагряване)
  - йонно разпрашване в тлеещ разряд

## Типове покрития
Най-простият тип оптично покритие е тънък слой метал, който подобрява отражението – например така се правят огледала. Видът на метала определя отражателните характеристики на огледалото: най-популярен и най-евтин е алуминият и неговото отражение е около 88%-92% във видимата област на спектъра. Среброто е с по-голям коефициент на отражение – 95 – 99% дори и в инфрачервената област, но не е подходящо за късо-вълновата част на спектъра и е по-скъпо. Златото има отлично отражение (98 – 99%) в широката спектрална област от около 550 нанометра до далечната инфрачервена част на спектъра, но е най-скъпо.
Възможно е и получаването на частично отражателни повърхности като се контролира дебелината на металния слой. Понякога тези огледала се наричат „еднопосочни“.
Друг основен тип покрития са диелектричните покрития, при които диелектрикът има показател на пречупване, различен от този на подложката – по-висок или по-нисък. Материалите, които се използват, трябва да са прозрачни в съответната част на електромагнитния спектър: магнезиев флуорид, калциев флуорид, метални окиси. Чрез внимателен избор на материала, дебелината и броя на слоевете е възможно да се получи предварително зададено пропускане и отражение за дадена дължина на вълната или спектрална област. Това се дължи на ефектите на оптична интерференция на границите на различните среди. Така например, коефициентът на отражение може да бъде намален до 0,2 % – в този случай е налице антиотражателно (просветляващо) покритие (AR). С комбинация от няколко слоя той може да бъде увеличен до 99,99% – получава се високоотражателно огледало (HR). Възможно е да се получи и 90% отражение и 10% пропускане в известен спектрален диапазон – те се използват като изходни огледала за лазери или като светоделители.
Диелектричните покрития са и единствено възможен избор за тесноивични интерференчни филтри, които да пропускат много тясна спектрална област – до няколко нанометра. Този тип покрития са незаменими при изработката на оптичните компоненти на специализирани оптични инструменти като лазери, микроскопи, телескопи и интерферометри, както и при предмети за широка употреба като бинокли, очила и фотографски обективи.
За разлика от строго оптичните приложения, изброени по-горе, токопроводящите покрития – например от индиево-калаен оксид – намират широко приложение благодарение на свойството си да провеждат електричен ток. Те се използват за получаването на прозрачни електроди за течнокристални монитори, органични светодиоди и сензорни екрани (Touchscreen), в тънкослойните соларни клетки и за окабеляване в полупроводниковите сензори. Инфрачервените лъчи се отразяват силно от такъв слой и затова той се използва като термозащита в стъкла за прозорци. Същевременно могат да се покриват различни повърхности, например изкуствени материали, за да не се натрупват електростатични заряди. Това свойство се използва при пакетирането на високочувствителни електрически части.